# Cheilanthes adiantoides
Cheilanthes adiantoides är en kantbräkenväxtart som beskrevs av T. C.Chambers och P. A. Farrant. Cheilanthes adiantoides ingår i släktet Cheilanthes och familjen Pteridaceae. Inga underarter finns listade.